# 尼古拉斯·利物浦

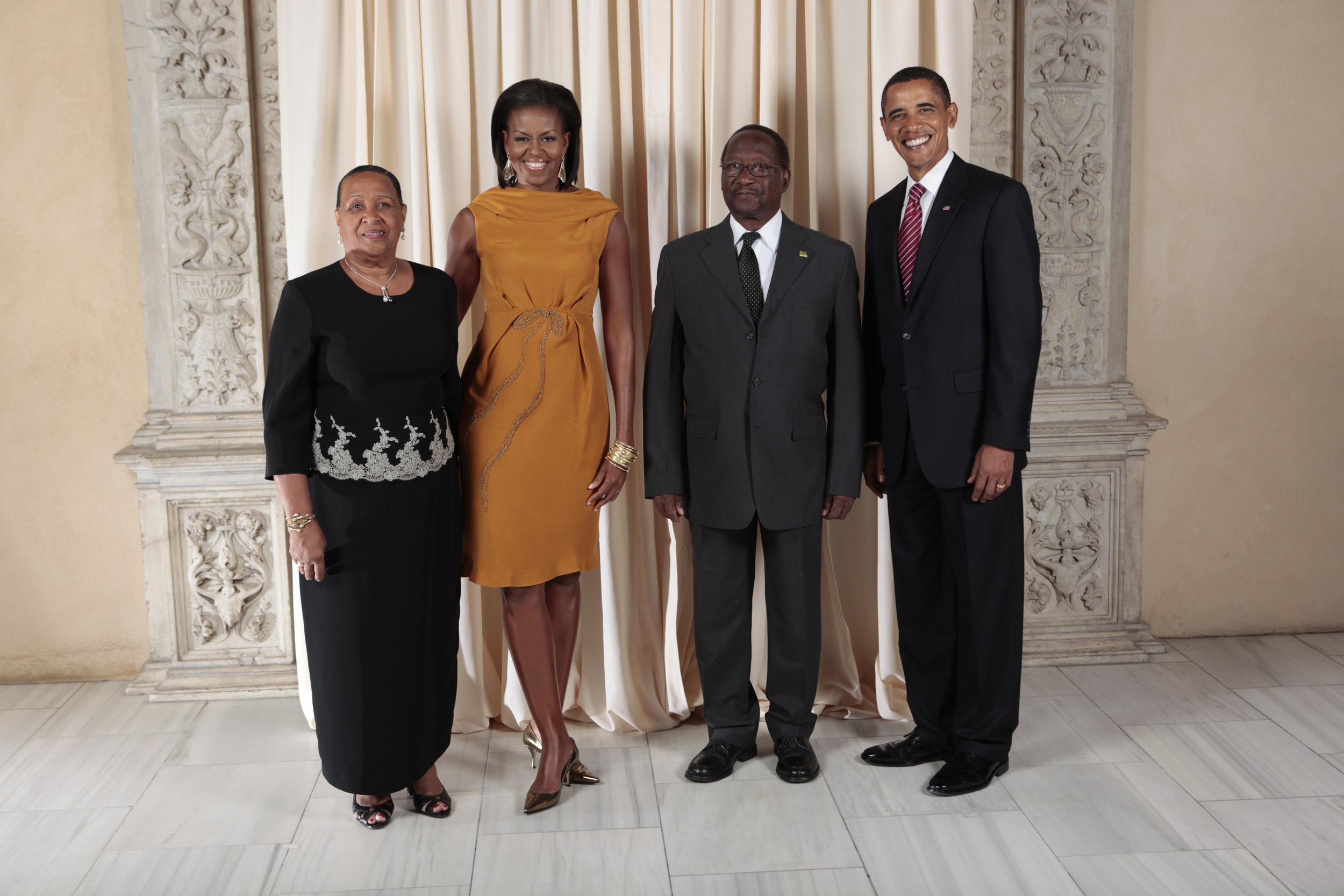
利物浦和奥巴马在一起

尼古拉斯·约瑟夫·奥维尔·利物浦（英語：Nicholas Joseph Orville Liverpool，1934年9月9日—2015年6月1日），生于多米尼克贝雷夸，多米尼克政治家，2003年起任总统。曾在英国获法学学士和博士学位。曾任大学讲师、律师等职。1979年起先后任上诉法院及高等法院法官、多米尼克驻美国大使等。曾参与修订多米尼克、巴巴多斯、圣文森特、安提瓜和巴布达、巴哈马等国法律。2003年11月10日就任总统，2008年10月连任，2012年9月17日卸任。
他于2015年6月1日在美国迈阿密接受治疗期间逝世，享年80岁。